# Charles P. Boyle
Charles P. Boyle (* 26. Juli 1892; † 28. Mai 1968 in Los Angeles, Kalifornien) war ein US-amerikanischer Kameramann. 

## Leben
Boyle begann seine Tätigkeit als Kameramann 1925. In den 1930er Jahren bis in die 1940er Jahre hinein war er vornehmlich an Kurzfilmen beteiligt. Nach der Produktion von Sein Freund Jello im Jahr 1957 beendete Boyle seine Karriere als Kameramann. Er war an mehr als 80 Produktionen beteiligt gewesen.
Für den Film Urlaub in Hollywood war Boyle 1946 zusammen mit seinem Kollegen Robert H. Planck für den Oscar in der Kategorie Beste Kamera nominiert. 
Regisseure, mit denen er mehrmals zusammenarbeitete, waren Hugo Fregonese und Budd Boetticher. 

## Filmografie (Auswahl)
- 1926: Riff und Raff im Weltkrieg (Behind the Front)
- 1939: Die Zehn Gebote (The Great Commandment)
- 1940: Service with the Colors
- 1942: Mabok, der Schrecken des Dschungels (Beyond the Blue Horizon)
- 1943: Heimweh (Lassie Come Home)
- 1945: Urlaub in Hollywood (Anchors Aweigh)
- 1945: Die Herberge zum Roten Pferd (Frontier Gal)
- 1946: A Boy and His Dog
- 1947: Fröhlich, Frei, Spaß dabei (Fun and Fancy Free)
- 1950: Ohne Gesetz (Saddle Tramp)
- 1951: Tomahawk – Aufstand der Sioux (Tomahawk)
- 1951: Trommeln des Todes (Apache Drums)
- 1951: Das Zeichen des Verräters (Mark of the Renegade)
- 1952: Die Schlacht am Apachenpaß (The Battle at Apache Pass)
- 1952: Der Tag der Vergeltung (Untamed Frontie)
- 1952: Fluch der Verlorenen (Horizons West)
- 1952: Flucht vor dem Tode (The Cimarron Kid)
- 1953: Kolonne Süd (Column South)
- 1953: Die Stadt unter dem Meer (City Beneath the Sea)
- 1955: Davy Crockett, König der Trapper (Davy Crockett: King of the Wild Frontier)
- 1956: In geheimer Mission (The Great Locomotive Chase)
- 1956: Zug der Furchtlosen (Westward Ho the Wagons!)
- 1957: Sein Freund Jello (Old Yeller)